# Sindrome di Catel-Manzke
La sindrome di Catel-Manzke, detta anche sindrome di Pierre Robin-iperfalangia-clinodattilia, è una malattia congenita molto rara caratterizzata da anomalie soprattutto a livello scheletrico e oculare.

## Epidemiologia e storia
Deve il suo nome a V. Hermann Manzke e al pediatra Werner Catel che, rispettivamente nel 1966 e nel 1961, descrissero per primi la sindrome. La malattia è dovuta a una mutazione del gene TGDS sul braccio lungo del cromosoma 13, a livello del locus genico 32.1.

## Eziologia
La malattia è trasmessa per via autosomica recessiva e ha una bassissima incidenza (inferiore a un caso su un milione di nati vivi).

## Quadro clinico

### Segni e sintomi
Si osserva la cosiddetta sequenza di Pierre Robin abbinata a segni più specifici della sindrome, quali glossoptosi, marcata micrognazia, labiopalatoschisi, presenza di falangi prossimali e metacarpi in sovrannumero, specie a livello del dito indice (si dipartono lateralmente da questo). Queste strutture ossee sovrannumerarie hanno una distribuzione asimmetrica tra una mano e l'altra. Sono frequenti le anomalie cardiache, come il difetto del setto ventricolare e il difetto del setto interatriale.
Segni con minore incidenza dei soggetti affetti dalla sindrome, ma comunque frequenti, sono brachidattilia bilaterale, anomalie del padiglione auricolare e della sede d'impianto delle orecchie, scoliosi, ipertelorismo oculare, coloboma, fessure palpebrali corte, clinodattilia (soprattutto a livello del mignolo) e piede torto.

### Esami di laboratorio e strumentali
La radiografia è utile per studiare le falangi in sovrannumero.

### Diagnosi differenziale
La malattia entra in diagnosi differenziale con la brachidattilia di tipo A4 (detta anche brachidattilia di Temtamy) e con la brachidattilia di tipo C.

## Trattamento
Il trattamento della sindrome è sovrapponibile a quello applicato per la sindrome di Pierre Robin: sono previste, all'occorrenza, dis-trazioni della mandibola, interventi di chirurgia maxillofacciale o di chirurgia plastica, il supporto di un logopedista per correggere i difetti della fonetica derivanti dalla labiopalatoschisi; anche la tracheostomia o la temporanea intubazione possono rendersi necessarie per sopperire alla carenza di ossigeno dovuta all'ostruzione delle vie aeree nei soggetti affetti da fenotipi particolarmente gravi della sindrome; anche la nutrizione, specialmente nel neonato, può rivelarsi difficoltosa e necessitare di decubito laterale, con l'impiego di un sondino naso-gastrico in caso di impossibilità di alimentarsi per via orale.